# Kübel
Kübel är en bergstopp i Österrike.   Den ligger i distriktet Tamsweg och förbundslandet Salzburg, i den centrala delen av landet, 230 km sydväst om huvudstaden Wien. Toppen på Kübel är 2 135 meter över havet.
Terrängen runt Kübel är bergig österut, men västerut är den kuperad. Närmaste större samhälle är Schladming, 14,2 km norr om Kübel. 
Trakten runt Kübel består i huvudsak av gräsmarker. Runt Kübel är det glesbefolkat, med 20 invånare per kvadratkilometer.